# Párvati

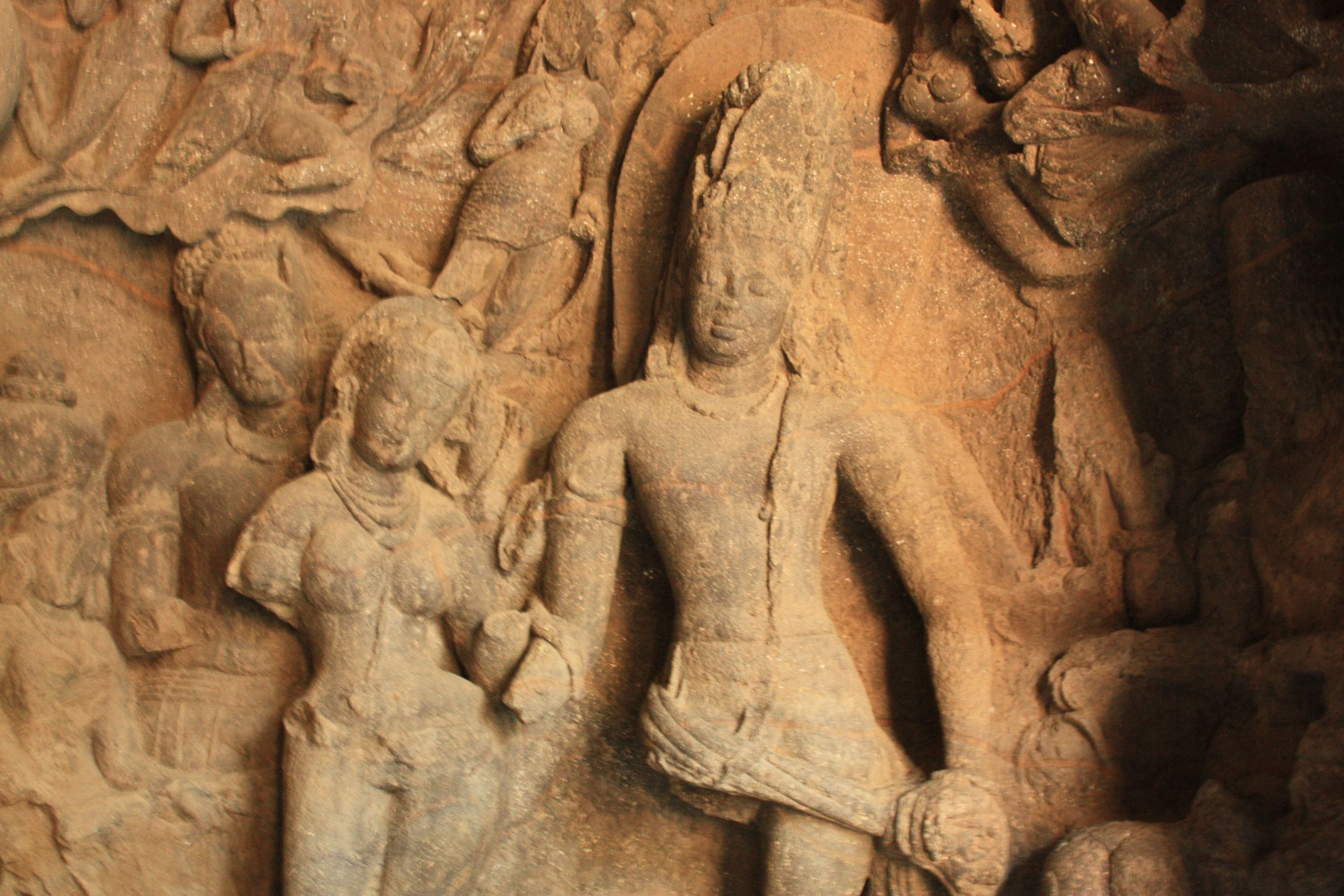
Siva és Párvati, (Elefanta-barlang)

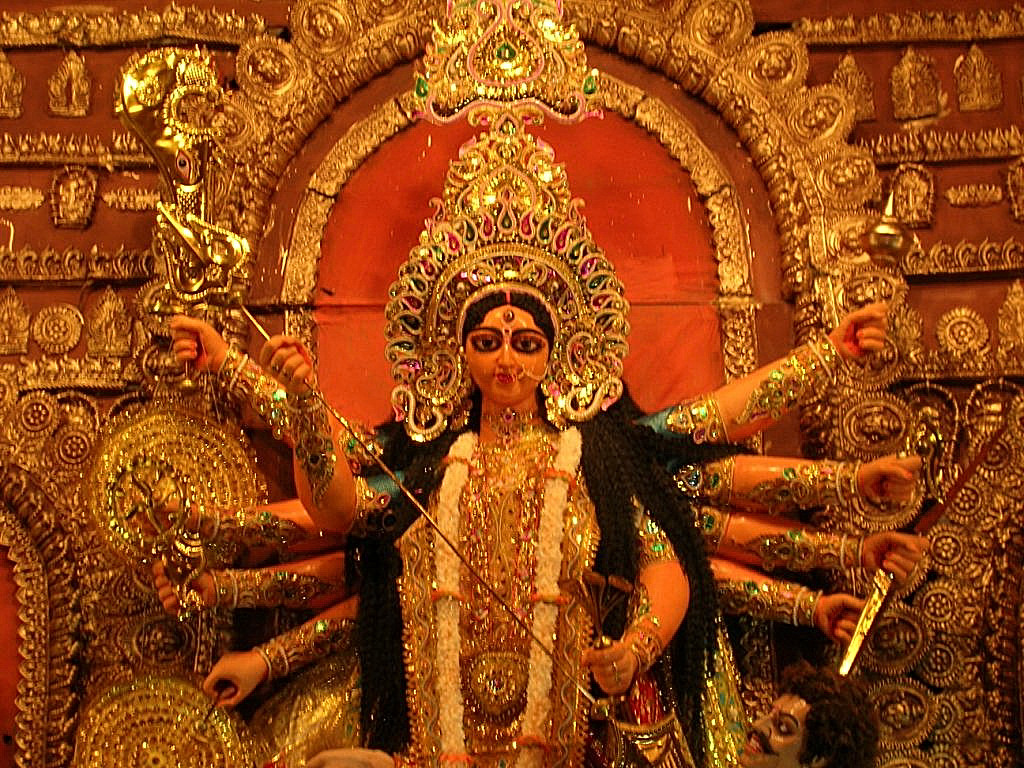
Durga

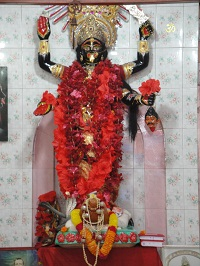
Káli, templomi szobor Old Dhakában

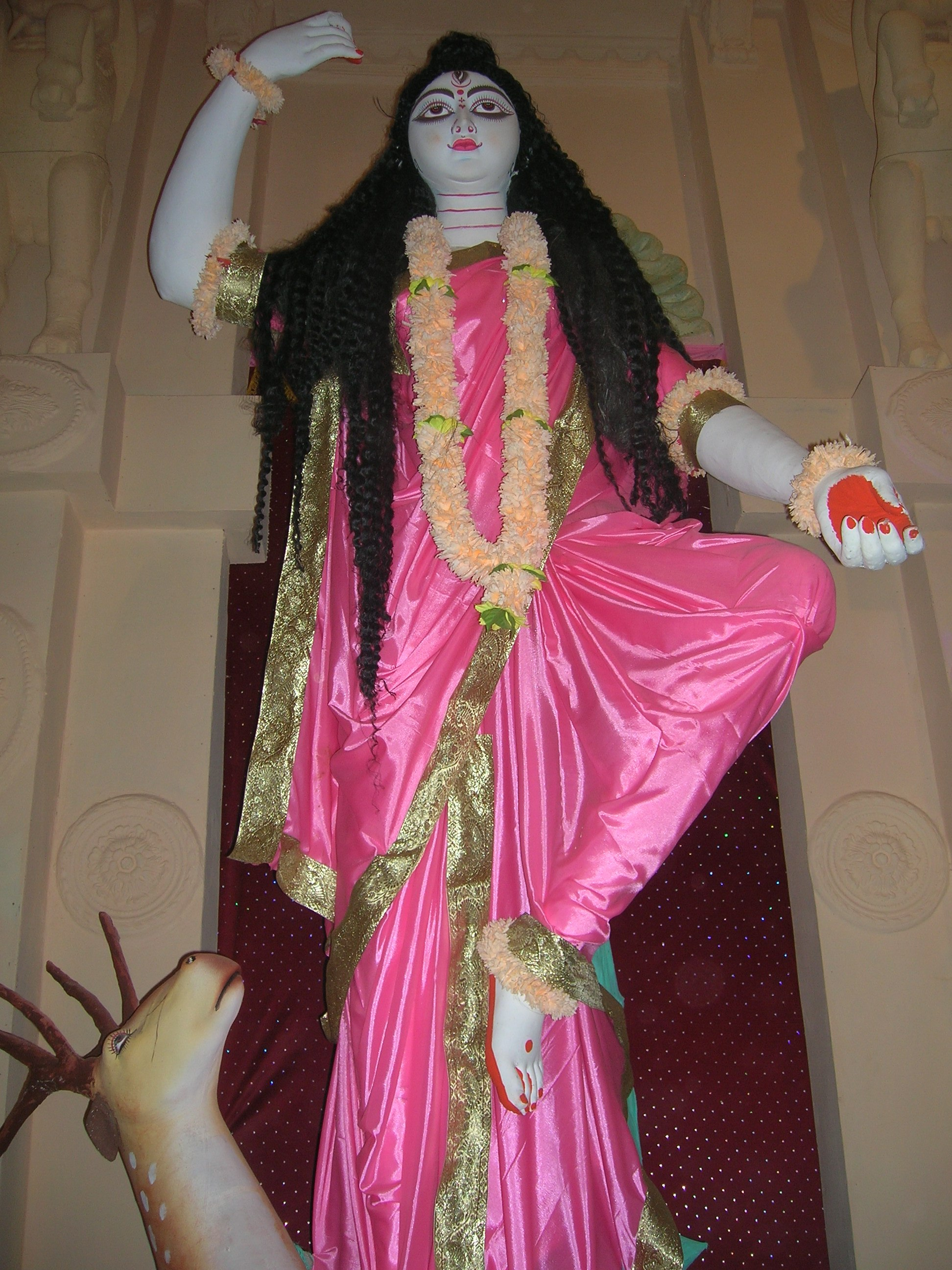
Uma Durga-púdzsa Srisangha, Behala, 2010

Párvati (dévanágari: पार्वती, IAST: Pārvatī) hindu istennő (más neveken: Uma, Gauri). Párvati sakti, Siva a pusztító és megújító felesége, szelíd aspektusa Mahádévinek. Párvati egyben Adi Parasakti teljes megtestesülése, aki az összes hindu istennőnek és megtestesítőjének alapja. Rendkívül ősi istennő, már a Kéna-upanasadban (3.12) is van rá utalás. Ebben az alakjában Indrát, az árja istenségek királyát világosítja fel a brahmanról.
Párvati nevének jelentése: a hegy leánya. Apja Himavan a Himalája ura. Siva második felesége, egyben első feleségének, Szatinak a reinkarnációja is. Gyermekeik: Kárttikéja (más néven: Szkanda vagy Szubramanja) és Ganésa.
Párvatit családi körben két karral ábrázolják, amikor egyedül van megjelenik a hindu istenekre jellemző négy vagy nyolc kar. Hátasa a tigris vagy az oroszlán. Egyes közösségek Visnu testvérének is tekintik.

## Siva és Párvati
Szati reinkarnációja:

A Puránák (ősi védikus szentírások) leírásai szerint Párvati egyik megjelenési formájában Daksa és Praszúti leánya volt, aki Sivához ment feleségül. Szatit apja, Daksa mélyen megbántotta amikor férjét, Sivát becsmérelte, erre a jóga tüzének lángralobbantásával feladta életét. E tette miatt ismert Szati néven is, melynek jelentése „tiszta”.
Siva első felesége Szati halála után bánatában visszavonult a világtól.
Ezután a Bráhma Vaivarta-purána szerint Szati megjelent Siva előtt, és megnyugtatta, hogy vissza fog térni mint Himavan leánya, Párvati. Így lett Párvati Siva második felesége.
Uma:

Amikor Párvati Himaván és Mena leányaként született meg, Siva kezdetben nem fogadta el feleségének. Ekkor Párvati vezekelni kezdett, még azt is visszautasította, hogy száraz leveleket egyen, ezért később megkapta az Aparna nevet. Édesanyja, Mena, aki nem bírta elviselni, hogy leányát így megviselik a lemondások, megpróbálta lebeszélni áldozatáról azt mondván: „U má” („Kedvesem, ne tedd ezt!”). Így kapta  Párvati az Umá nevet.
Gauri:

Parvati eredeti bőrszíne sötét. Egy alkalommal Siva megjegyzést tett bőrének színére, ezért Párvati bánatában elbujdosott, és magányában aszkéta életmódot folytatott. Brahmára ez akkora hatást tett, hogy a világos bőrű Gaurivá változtatta.
Siva harmadik szeme:

Egyszer Párvati megelégelte, hogy férje csak a világra figyel, őrá nem, ezért Siva háta mögé lopódzott, és befogta férje szemeit. A világmindenség a beállt sötétség miatt az összeomlás szélére került, ám  ekkor Siva a homloka közepén új szemet nyitott, így a mindenség megmenekült a pusztulástól.

## Megjelenési formái
Párvati megtestesülése mint Durga:
Siva kérésére Párvati, mint a női energiák birtokosa vállalta, hogy megmenti a világot, megküzd a férfiak számára legyőzhetetlen démonnal. A többi isten, Brahma, Visnu, Siva további energiával ruházták fel, így alakult ki Párvati Durga nevű megjelenési formája.
Párvati megtestesülése mint Káli. 
Harcos istennő, Durga dühtől elfeketedő arcából pattant ki. Démonoktól véd, de ha dühe elragadja, képes mindent elpusztítani.
Párvati mint Uma
Párvati egyik korai megjelenési formája. Csandrasékhara (Siva egyik aspektusa) felesége. Apja Himaván, a Himalája ura.
Párvati másik ismert neve Anna-Purni, a táplálék juttatója, aki az anyagi világ javainak elosztásáért felelős. Durga vagy Káli formájában harcias istennő, a legerősebb démonok legyőzője.
Az univerzum anyjaként Ambának, illetve Ambikának is nevezik. Mindkét név anyát jelent.
Egyéb, fontosabb megjelenési formái: Sitala Dévi, Tára, Csandi, Mahávidjas, Minakshi valamint jótékonykodó formái, mint Kathdzsadzsini,  Mahágauri, Kamalatmika, Bhuvanésvari, és Lalita.

## Filozófiai vonatkozások
Párvati  az anyagi világ, a prakriti jelképe. A pusztítás csak ott jelenhet meg, ahol van mit elpusztítani.
Párvati teljes megtestesülés, magában hordozza az isteni erő minden formáját. Rendelkezik a dharma három sajátosságával (gunák), a szattvával az elme legmagasabb kvalitásával, amely az öntudatot, a  tisztaságot, az egyensúlyt testesíti meg, a radzsasszal amely a mozgékonyságot, tevékenységet jelenti, és a tamasszal amely a sötétségre, öntudatlanságra utal.